# La il·lusió òptica i l'audiovisual
Les il·lusions òptiques són una eina clau en l'art i el els productes audiovisuals per manipular la percepció visual i crear efectes espectaculars. Aquestes illusions, creades a través de diversos mecanismes com el color, la perspectiva i la forma, enganyen el cervell i provoquen una interpretació errònia de la realitat. En l'àmbit audiovisual, es fan servir per generar efectes visuals com la perspectiva forçada o el matte painting, que permeten transformar el món real i oferir noves experiències al públic.

## Les il·lusions òptiques
Les il·lusions òptiques són un error que crea el cervell a partir de la interpretació de la realitat que realitza la visió de cadascú. Aquesta mala interpretació que es fa pot ser voluntària o no, depenen del cas, i les il·lusions òptiques es generen a partir de les limitacions del sistema visual de l'ésser humà, el qual es veu afectat pel color, les dimensions, les formes i la perspectiva. Tots aquests factors tenen un paper protagonista quan s'interpreta la realitat i influeixen perquè es generin aquestes il·lusions.
Les il·lusions òptiques es divideixen en dos grups: les fisiològiques i les cognitives. Les fisiològiques apareixen davant la dificultat de coordinar els hemisferis dret i esquerre del cervell a l'hora d'interpretar una imatge. La part esquerra és la que s'encarrega del llenguatge i de l'escriptura i la part dreta s'ocupa de la percepció del món utilitzant conceptes com el color, la forma o la situació. Les il·lusions òptiques fisiològiques es divideixen també en subgrups, aquests serien: la “postimatge” o persistència visual, el moviment i el color. D'altra banda, les il·lusions òptiques cognitives es produeixen per la interacció entre el coneixement que té cada persona del món i el que es comprèn d'ell a partir de la visió, la qual cosa crea és un conflicte en la ment. Dintre d'aquest grup hi ha també subgrups: l'ambigüitat, la distorsió geomètrica i la paradoxa. L'ambigüitat és la clau de la il·lusió, a partir d'aquí apareixen les pictogràfiques dobles, que són imatges que poden oferir dos o més significats simultàniament provant que el cervell esculli una d'elles cada vegada, però no pas les dues alhora.

## Les il·lusions òptiques i l'art
En l'art, al llarg de la història s'han aprofitat tots aquests factors per enganyar la percepció humana i generar una il·lusió òptica. Així, els artistes aconsegueixen dotar les obres de màgia jugant amb la profunditat, l'ambigüitat i els contrasts.
Les il·lusions òptiques són una sèrie de recursos visuals utilitzats pels artistes des dels inicis de l'art per atreure l'atenció del públic i implicar-lo en l'engany de les seves obres. Molts artistes destacats que han treballat amb les il·lusions òtiques són: Octavio Ocampo, Escher, Dalí, Arcimboldo, Duchamp, Reutersvár...
Al segle XXI, aquestes il·lusions, no sols continuen tenint un poder sorprenent, sinó que també es comencen a treballar en altres arts visuals, com en les pel·lícules o videojocs. El cinema, per exemple, ha agafat les il·lusions òptiques com a aliades per generar certs efectes i modificar la percepció de l'espectador respecte a les coses.
L'art i la tecnologia van de la mà amb les il·lusions òptiques, fet que les converteix en eines estratègiques per a l'ensenyament d'aquestes dues disciplines.

## Les il·lusions òptiques en les pel·lícules
Aquest tipus de recursos s'utilitzen en els rodatges o durant la preproducció i la postproducció per aconseguir certs efectes.
De fet, el cinema en si és possible gràcies a una propietat dels nostres ulls que és l'anomenada persistència visual. El funcionament de les pel·lícules, per tant, és un fenomen òptic, ja que consisteix en vint-i-quatre imatges fixes que passen cada segon davant dels ulls i que el cervell s'encarrega d'unir per crear la il·lusió de continuïtat.
La persistència visual permet que, en veure alguna cosa, el cervell la guardi, fins i tot si n'està percebent una altra, és a dir, és el mecanisme pel qual el cervell explica l'activitat dels receptors de la retina després que l'estimulació s'hagi tallat durant un període. La retina és una part de l'ull molt sensible als estímuls lluminosos; reté les imatges durant una fracció de segon abans que aquestes desapareguin per complet i siguin substituïdes per altres. Aquest fenomen òptic, descobert pel científic belga Joseph Plateau, provoca que es percebin les imatges en moviment, sense detectar les transicions d'una imatge a una altra.
Les il·lusions òptiques són importants per al cinema, ja que permeten apropiar-se d'una estètica d'una època passada, alterar la realitat coneguda, crear diferents atmosferes amb l'alteració del color i la il·luminació, la recreació de maquetes que fan veure a l'espectador elements en una escala diferent o l'ús de pròtesis i maquillatges que creen personatges impossibles.
Depenent del que el director o directora vulgui expressar en la seva pel·lícula, utilitza les il·lusions fisiològiques o les cognitives.

## Perspectiva forçada
Una de les il·lusions òptiques més utilitzades durant anys en l'audiovisual és la perspectiva forçada. Aquesta tècnica no necessiten massa elements perquè funcioni, només calen uns bons decorats i fer servir unes lents adequades.
En els seus inicis es va emprar principalment en pel·lícules de cinema fantàstic i en pel·lícules de baix pressupost. Això es devia al fet que aquesta tècnica es pot fer de manera molt senzilla fent servir, per exemple, un pla frontal amb una superfície en què els actors es puguin col·locar en punts molt espaiats entre si. El fet de crear criatures molt grans o petites va cridar molt l'atenció de l'audiència i tampoc no requeria massa preparació. Algunes de les pel·lícules que es van fer en els inicis de l'ús d'aquesta tècnica van ser El ataque de la mujer de 50 pies o King Kong.
En la pel·lícula Princess Nicotine, del 1909, es veu l'actor a prop de la càmera i l'actriu de mida reduïda, ballant per a l'home a sobre la taula. L'actriu en realitat està a l'altra banda de l'habitació, i els realitzadors només havien d'intentar no moure la càmera i reforçar la il·luminació de manera que ambdós personatges quedessin amb la mateixa lluminositat.
De fet, un cas famós en què s'utilitza aquesta tècnica és en la pel·lícula Titanic, en què l'oceà on succeeix l'acció sembla enorme i en realitat és una petita piscina inflable infantil. És a dir, en moltes ocasions, aquells escenaris que es veuen projectats en la sala del cinema realment en l'estudi de gravació no són més que petits i simples objectes, que en el moment de l'edició, els especialistes s'encarreguen de modificar per generar una il·lusió òptica.

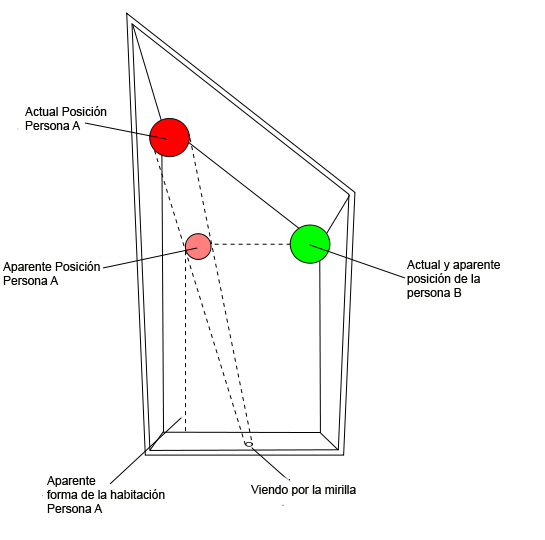
Habitació d'Ames

La veritable revolució d'aquest truc vingué amb l'habitació d'Ames. La tècnica consisteix a integrar en un mateix pla la diferència de mida i utilitzar espais que ho permetin. L'any 1997 Adelbert Ames, un oftalmòleg, creà el que es considera el sant Greal de la perspectiva forçada.
Són habitacions cúbiques que semblen aparentment normals, però realment presenten un truc de perspectiva, ja que se'n construeixen en forma trapezoidal. Això significa que les parts estan inclinades igual que el sostre i el terra, la cantonada dreta està més a prop per l'observador frontal que la cantonada esquerra o viceversa. Així que, mentre la càmera mostra una habitació normal, en un costat hi ha una persona que sembla que sigui gegant i a l'altre una persona molt petita.

## Matte painting
Una de les il·lusions més utilitzades en el cinema és el que es coneix com a matte painting. Actualment, aquestes pintures s'usen amb tècniques digitals, a manera de fotomuntatges sobre un fons que és normalment de color verd, que es coneix com a croma. Aquesta tècnica s'aconsegueix introduir el personatge en un entorn fantàstic o reconstruït. És a dir, es podria definir com l'art que hi ha darrere dels escenaris, siguin realistes o no, en el cinema, per exemple.
Aquesta tècnica va néixer a principis del segle xx, i es considera que el pioner a utilitzar-la fou el director de cinema estatunidenc Norman O. Dawn, que el 1907 la feu servir en una sèrie de construccions per la seva pel·lícula Missions of California.
En un inici, aquesta tècnica de creació, actualment digital, s'elaborava a mà, pintant en oli els panells de vidre, després se superposava un cristall entre la imatge real i la càmera i es pintava una imatge al més realista possible, intentant captar la llum de l'ambient per generar el que avui es crea de manera digital. Algunes de les primeres pel·lícules que van utilitzar aquesta tècnica foren King Kong i Ciutadà Kane. En l'actualitat, hi ha programes que permeten aconseguir resultats impressionants, com ara: Photoshop, After effects, Maya, Zbrush...
El matte painting, doncs, és una tècnica digital que crea escenaris per oferir a l'espectador la vista d'una escena realista i creïble. És una representació visual pintada que s'usa per recrear paisatges o escenaris en una escena filmada. Amb superposició d'imatges, il·lustracions o vídeos, l'escena s'integra i es completa permetent als cineastes crear la il·lusió d'un entorn que no està present en el lloc on es duu a terme la filmació.
Un dels estudis d'efectes visuals més famosos és Industrial Light amb Magic, fundat per George Lucas quan va començar a gravar Star Wars el 1975. L'estudi va establir l'estàndard per als efectes visuals i va guanyar 15 premis Oscar als millors efectes visuals.
Hi ha gent que professionalment es dedica a fer aquests tipus d'il·lustracions; el més important és dominar la llum i tenir un bon coneixement de la perspectiva.

## Trompe-l'oeil
El trompe-l'oeil és un terme francès que s'utilitza per a referir-se a la representació d'un objecte que té tanta semblança amb la realitat que té la capacitat de confondre l'espectador. Literalment, el mot en francès vol dir 'enganyar l'ull'. Sorgeix com a tècnica pictòrica que busca enganyar a la vista utilitzant la perspectiva i els clarobscurs per dotar les escenes d'una sensació de realitat.
Els seus orígens es remunten a l'època antiga i més endavant es va anar desenvolupant, en la pintura de l'època medieval també. Sobretot va agafar força en el Renaixement i es va fer servir més durant el Barroc.
La seva tècnica consisteix a donar vida i realisme a imatges o objectes inanimats que són creats a propòsit per donar una falsa perspectiva. És a dir, representa il·lusions òptiques jugant amb la perspectiva i el punt de vista de l'observador.
Des de la pintura barroca hi ha hagut un gran nombre d'obres en les quals el tema en si és un trompe-l'oeil, un engany visual, és a dir, una trampa per a l'ull. A vegades la mirada frontal no aporta tota la visió i cal buscar un altre angle davant el quadre perquè aparegui una altra imatge amagada. Se'n poden trobar exemples en bona part de la construcció de la percepció de l'espai tridimensional en el pla bidimensional.
En aquest truc visual es pot trobar un altre punt d'unió entre l'art i el cinema, ja que abans que hi hagués tants recursos d'efectes especials s'utilitzava molt aquesta tècnica.
El cinema, el qual és un trompe-l'oeil en si mateix, ha recorregut a diferents efectes per a simular el que no és. El trompe-l'oeil és una tècnica pictòrica que intenta enganyar la vista jugant amb l'entorn arquitectònic, la perspectiva, l'ombreig i altres efectes òptics i aconsegueix una "realitat intensificada" o una "substitució de la realitat". Els artificis solen ser pintures murals d'accentuat realisme dissenyades amb una perspectiva tal que, contemplades des d'un determinat punt de vista, fan creure a l'espectador que el fons es projecta més enllà del mur o del sostre, la Galeria Spada de Francesco Borromini al Palazzo Spada o l'escala Potemkin d'Odessa. En aquests casos es tracta de contrarestar unes certes impressions o modificar la percepció de l'espai mitjançant efectes arquitectònics, com variar l'altura de les columnes o la longitud dels graons per a aconseguir, en el cas de les escales, que semblin molt més llargues. En la pel·lícula d'Eisenstein se'n pot veure una aplicació en el cinema.
Un exemple de trompe-l'oeil arquitectònic molt conegut és el de Palazzo Spada. Consisteix en una galeria dissenyada per Borromini que té nou metres de llarg tot i que sembla que en tingui quaranta. Aquest efecte forçat de profunditat s'aconsegueix amb la progressiva reducció de tots els elements; aquests fan més estretes les parets, s'eleva el terra i es disminueix l'alçada de la volta. L'escultura que es veu en el jardí del fons té en realitat 60 centímetres, tot i que a l'espectador li sembla d'una mida més natural. Aquest efecte va ser creat seguint estrictament les lleis de l'òptica i per fer-ho Borromini va comptar amb l'ajuda d'un matemàtic.

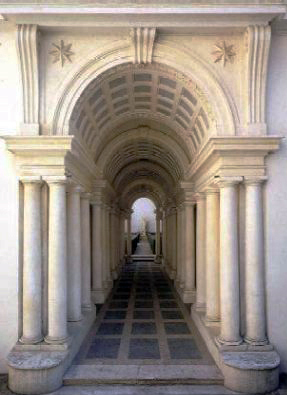
Trompe-l'oeil de Palazzo Spada

Aquesta perspectiva es pot observar a través d'un cristall des del pati interior de l'edifici, sense la necessitat d'adquirir l'entrada al museu.
És un trompe-l'oeil en tres dimensions. Es convenç l'ull perquè cregui que ja el coneix i se l'encamini cap al fons a través de múltiples línies de fuga. A més a més, es col·loca en el punt de fuga ideal una zona lluminosa, una espècie de petit jardí al centre del qual es troba una escultura. Tot està preparat perquè l'ull sigui enganyat i només el cos pot explicar aquest error, en començar a caminar pel passadís es pot comprendre que tot és una il·lusió. Segons es camini, el terra semblarà que s'enlairi i això accelerà la perspectiva; també les columnes s'aniran fent més petites; es veurà que els entaulaments estan inclinats, cosa que força la percepció de les distàncies. Per acabar, la forma del jardí en trapezi força també la perspectiva i es veurà com és de petita en realitat l'estàtua.

## Les il·lusions òptiques en els videojocs
Com ja s'ha vist, les noves tecnologies estan al servei del cinema, però les tècniques més revolucionàries estan sorgint en la indústria dels videojocs. Pel que fa a l'ús de les il·lusions òptiques dins dels videojocs, cal diferenciar primer entre els videojocs basats en si mateix en il·lusions òptiques i els que les utilitzen perquè són necessàries per fer creïble el videojoc.
Generalment, els videojocs que es basen en endevinalles o trencaclosques fan ús de les il·lusions òptiques quan es plantegen aquests reptes; alguns videojocs que destaquen en aquest aspecte són: Monument Valley, The Bridge, Back to bed o Shadowmatic. Els tres primers estan formats per arquitectures basades en la il·lusió cognitiva de la paradoxa i l'últim esmentat juga amb les ombres xineses i el punt de vista. De fet, aquest últim aspecte, és a dir, el joc visual dels punts de vista, és molt recurrent en els videojocs, juntament a forçar la perspectiva al màxim, ja que serveixen perquè el jugador vegi formes i elements que no són el que semblen.
Un altre element que és també molt recurrent en els videojocs és la utilització de proporcions alterades de molts dels personatges. Un exemple molt clar de l'ús d'aquesta tècnica és el personatge del Super Mario, el qual està construït de manera que transmet una certa ingenuïtat. És una tècnica molt utilitzada; de fet, és un dels principis bàsics de l'animació, que es coneix com l'efecte d'estirar i encongir.
Les il·lusions òptiques més usades en els jocs de trencaclosques són les il·lusions de trompe-l'oeil i de camuflatge; també s'utilitzen la il·lusió d'especialitat del color, per crear profunditat segons el to utilitzat.
D'altra banda, els trompes-l'oeil digitals faciliten a la vegada el desenvolupament del joc; el fet de carregar tots els elements que apareixen en escena consumeix molts recursos de memòria i, per això, els programadors se les enginyen per estalviar espai i temps de producció. D'aquesta manera, en molts jocs 3D, els elements actius, com els personatges i alguns objectes, mantenen la seva tridimensionalitat, mentre que l'escenari del fons és una imatge plana, com si es tractés d'un croma cinematogràfic.
Un altre truc per estalviar memòria i que enganya l'espectador és tancar o obrir el camp visual de la càmera permetent així que només es carreguin els elements que apareixen en l'enquadrament, els elements del fons; sobretot els personatges estan representats amb menys polígons que quan són en primer pla, deixant a vegades rostres plans completament deformes. Altres vegades no dissenyen parts del personatge que no es veuen, com les cames d'un que està darrere de l'aparador. Això mateix succeeix amb objectes que es reaprofiten en diferents versions, també en l'ús de sprites, que són imatges bidimensionals que consumeixen poca memòria i que mitjançant el clarobscur creen l'efecte de volum; en col·locar-se de manera que sempre miren a la càmera es mostra l'efecte tridimensional i, així, no cal modelar l'element en 3D. En els videojocs denominats shooters, que són aquells en els quals hi ha tiroteigs i es juga en primera persona, a vegades el programador estalvia memòria ocultant coses sota l'esclat del foc del tret, evitant haver de dissenyar l'impacte de la bala en l'enemic. Per a crear sensació de més velocitat se situen elements que corren en direcció contrària al moviment del personatge principal; de la mateixa manera, repetir en bucle el moviment d'uns elements, com l'efecte de la neu, aconsegueix que només s'hagi de carregar una vegada dins del processador del joc. Com es pot observar, en la indústria del videojoc, enganyar constantment el jugador, a part de ser un component estètic, és necessari tècnicament i també econòmicament, atès que qualsevol joc té darrere un gran treball de programadors, dissenyadors i artistes que fan possible la il·lusió.